# باغسي سيجل
بنيامين «باجسي» سيجل (28 فبراير 1906-20 يونيو 1947) أحد رجال العصابات الأمريكية والذي كان السبب وراء تطوير لاس فيغاس ستريب. لم يكن سيجل مؤثرًا فقط داخل عصابات اليهود، ولكن إلى جانب صديقه وزميله العصابات ماير لانسكي، كان لهما أيضًا تأثير كبير داخل المافيا الإيطالية الأمريكية ونقابة الجريمة الوطنية الإيطالية اليهودية. وصف بأنه وسيم وجذاب، أصبح واحدًا من أوائل رجال العصابات المشاهير في الصفحة الأولى.
كان سيجل أحد مؤسسي وقادة شركة شركة القتل المحدودة وأصبح مهرب أثناء الحظر. بعد أن تم تمرير التعديل الحادي والعشرين لإلغاء الحظر في عام 1933، تحول إلى لعب القمار. في عام 1936، غادر نيويورك وانتقل إلى كاليفورنيا. لوحظ ببراعته في استخدام الأسلحة والعنف. في عام 1941، حوكم سيجل بتهمة قتل زميله في العصابة هاري جرينبيرج. تمت تبرئته عام 1942.
سافر سيجل إلى لاس فيجاس، نيفادا، حيث تعامل مع بعض الكازينوهات الأصلية ومولها.  ساعد المطور وليام R. يلكرسون الصورة كونتنتال بعد يلكرسون نفدت الأموال.  تولى سيجل المشروع وإدارة المراحل النهائية من البناء. افتتح فلامنغو في 26 ديسمبر 1946 لسوء الاستقبال وسرعان ما أغلق. أعيد افتتاحه في مارس 1947 مع فندق مكتمل. في 20 يونيو 1947، قُتل سيجل بالرصاص في منزل صديقته فيرجينيا هيل في بيفرلي هيلز، كاليفورنيا

## النشأة
ولد بنيامين سيجل  في 28 فبراير 1906، في ويليامزبرغ، بروكلين، نيويورك، وهو الثاني من بين خمسة أطفال لعائلة يهودية فقيرة هاجرت إلى الولايات المتحدة من منطقة غاليسيا التي كانت تعرف آنذاك بالنمسا والمجر. .  عمل والداه جيني (ريتشنثال) وماكس سيجل باستمرار مقابل أجر ضئيل.  عندما كان صبيًا، ترك سيجل المدرسة وانضم إلى عصابة في شارع لافاييت في الجانب الشرقي الأدنى من مانهاتن. ارتكب معظم السرقات حتى قابل مو سيدواي. جنبا إلى جنب مع Sedway ، طور مضرب حماية هدد فيه بحرق بضائع أصحاب عربات الدفع ما لم يدفعوا له دولارًا.  سرعان ما بنى سجلاً إجرامياً مطولاً، يعود إلى سنوات مراهقته، والذي تضمن السطو المسلح والاغتصاب والقتل

### عصابة باغز وماير
المقال الرئيسي: The Bugs and Meyer Mob
خلال فترة المراهقة، أصبح سيجل صديقًا لماير لانسكي، الذي شكل حشدًا صغيرًا توسعت أنشطته لتشمل المقامرة وسرقة السيارات. انسكي، الذي كان قد تلقى بالفعل التشغيل في مع تشارلز «لاكي» لوتشيانو، يرى ان هناك حاجة للأولاد اليهود في حي بروكلين له لتنظيم بنفس الطريقة مثل الإيطاليين والايرلندية. كان سيجل أول شخص جنده لعصابته.

شارك في التهريب في العديد من مدن الساحل الشرقي الرئيسية. كما عمل الغوغاء وقاتل محترف، منهم انسكي أن استئجار إلى أخرى العائلات الجريمة.  شكل الاثنان عصابات باغز وماير موب، التي تعاملت مع العديد من العصابات غير المشروعة التي تعمل في نيويورك ونيوجيرسي، وذلك قبل عقد من تأسيس شركة Murder، Inc .. أبقت العصابة نفسها مشغولة باختطاف شحنات الخمور من الجماعات المنافسة،  وكان معروفًا أنها مسؤولة عن قتل وإبعاد العديد من شخصيات العصابات المتنافسة.  وكان من بين زملائه في عصابة سيجلأبنر «لونجي» زويلمان، لويس «ليبك» بوشالتر، وشقيق لانسكي، جيك؛ جوزيف "Doc" Stacher ، عضو آخر في Bugs and Meyer Mob ، ذكر لسيرة Lansky أن Siegel كان شجاعًا وأنقذ حياة أصدقائه عندما انتقل الغوغاء إلى التهريب:
قال ستاشر لأوري دان: «لم يتردد باغسي أبدًا عندما كان الخطر مهددًا». «بينما كنا نحاول معرفة أفضل خطوة، كان Bugsy يطلق النار بالفعل. عندما يتعلق الأمر بالعمل، لم يكن هناك أحد أفضل منه. لم أعرف أبدًا رجلاً يتمتع بشجاعة أكبر.» 
كان سيجل أيضًا صديقًا لآل كابوني في طفولته. عندما كان هناك أمر بإلقاء القبض على كابوني بتهمة القتل، سمح له سيجل بالاختباء مع عمة.
دخن الأفيون لأول مرة خلال شبابه وكان متورطًا في تجارة المخدرات.  سن 21، كان يكسب المال ويتباهى به. وقال انه اشترى شقة في فندق والدورف استوريا وتيودور منزل في سكارسديل، نيويورك. كان يرتدي ملابس براقة وشارك في الحياة الليلية في مدينة نيويورك.
من 13 إلى 16 مايو 1929، حضر Lansky و Siegel مؤتمر أتلانتيك سيتي، ممثلين Bugs و Meyer Mob.  لوسيانو وزعيم عصابة شيكاغو ساوث سايد السابق جوني توريو المؤتمر في فندق ريتز كارلتون في أتلانتيك سيتي، نيو جيرسي. في المؤتمر، ناقش الرجلان مستقبل الجريمة المنظمة والهيكل المستقبلي لعائلات جريمة المافيا؛ صرح سيجل، «لن يتقاتل كل من yids و dagos بعضهما البعض بعد الآن.»

### الزواج والأسرة
في 28 يناير 1929، تزوج سيجل من إستا كراكور، حبيبة طفولته. كان لديهم ابنتان، ميليسنت سيجل (لاحقًا ميليسنت روزن) وباربرا سيجل (لاحقًا باربرا سابيرستين).  اشتهر بأنه زير نساء وانتهى زواجه في عام 1946.  انتقلت زوجته مع بناتهن المراهقات إلى نيويورك.

## جريمة قتل، إنكوربوريت
بحلول أواخر العشرينيات من القرن الماضي، كان لانسكي وسيجل علاقات مع لوسيانو وفرانك كوستيلو، الرؤساء المستقبليين لعائلة الجريمة في جينوفيز. سيجل، ألبرت أناستاسيا، فيتو جنوة، وجو أدونيس يزعم بأنها المسلحين الاربعة الذين أطلقوا النار نيويورك الغوغاء رئيسه جو ماسيريا حتى الموت على أوامر وتشيانو في 15 أبريل 1931، إنهاء الحرب Castellammarese .  في 10 سبتمبر من ذلك العام، استأجر لوتشيانو أربعة مسلحين من باغز وماير موب (بعض المصادر تعرف سيجل على أنه أحد المسلحين  ) لقتل سالفاتور مارانزانوفي مكتبه في نيويورك، مما أدى إلى صعود لوتشيانو إلى قمة المافيا وإعلان بداية الجريمة المنظمة الأمريكية الحديثة.
صورة mugshot لسيجل في أبريل 1928
بعد وفاة مارانزانو، شكل لوتشيانو ولانسكي نقابة الجريمة الوطنية، وهي منظمة لعائلات الجريمة التي جلبت السلطة إلى العالم السفلي.  تم إنشاء اللجنة لتقسيم أراضي المافيا ومنع حروب العصابات في المستقبل.  مع شركائه، شكل سيجل شركة Murder، Inc. بعد أن انتقل هو ولانسكي، تم التنازل عن السيطرة على شركة Murder ، Inc. لبوشالتر وأناستازيا،  على الرغم من استمرار سيجل في العمل كقاتل قاتل.  كانت إدانة سيجل الوحيدة في ميامي. في 28 فبراير 1932، ألقي القبض عليه ل لعب القمار والتشرد، ومن قائمة الفواتير، دفع غرامة قدرها 100 دولار.
خلال هذه الفترة، اختلف سيجل مع الإخوة فابريزو، شركاء واكسي جوردون. كان جوردون قد استأجر الأخوين فابريتسو من السجن بعد أن قدم لانسكي وسيجل معلومات لمصلحة الضرائب حول تهرب جوردون الضريبي. أدى ذلك إلى سجن جوردون في عام 1933.  طارد سيجل فابريزوس وقتلهم بعد أن قاموا بمحاولة اغتيال له ولانسكي.  بعد وفاة شقيقيه، بدأ توني فابريزو في كتابة مذكراته وقدمها إلى محامٍ. كان أحد أطول الفصول هو أن يكون قسمًا عن فرقة القتل مقابل الاستئجار على مستوى البلاد بقيادة سيجل. ومع ذلك، اكتشف الغوغاء خطط فابريزو قبل أن يتمكن من تنفيذها. في عام 1932، بعد دخوله إلى مستشفى لإثبات حجة غياب ثم تسلل لاحقًا، انضم سيجل إلى اثنين من المتواطئين في الاقتراب من منزل فابريزو، وتظاهر بأنه محقق لإغرائه بالخارج، وأطلق عليه الرصاص.  وفي عام 1935، سيجل ساعد في تحالف لوتشيانو مع الهولندية شولتز وقتل المتنافسة المرابين لويس «جميلة» في Amberg وجوزيف C. في Amberg .

## كاليفورنيا
كان سيجل قد علم من رفاقه أنه في خطر: فقد أصبحت حجته في المستشفى موضع شك وأراد أعداؤه قتله.  في أواخر الثلاثينيات من القرن الماضي، أرسل غوغاء الساحل الشرقي سيجل إلى كاليفورنيا .  منذ عام 1933، سافر إلى الساحل الغربي عدة مرات،  وفي كاليفورنيا، كانت مهمته تطوير مضارب قمار أقرتها النقابات مع جاك دراغنا، رئيس عائلة لوس أنجلوس .  بمجرد وصوله إلى لوس أنجلوس، عين سيجل رئيس العصابة ميكي كوهين كملازم أول له. مع العلم بسمعة Siegel بالعنف، وأنه كان مدعومًا من Lansky و Luciano - الذين أرسلوا، من السجن، رسالة إلى Dragna مفادها أنه «من مصلحته أن يتعاون»   - قبل Dragna دورًا ثانويًا.  في الإقرارات الضريبية، ادعى سيجل أن يكسب رزقه من خلال المقامرة القانونية في سانتا أنيتا بارك .  وسرعان ما تولى لوس انجليس أرقام مضرب  وتستخدم المال من النقابة للمساعدة في إنشاء طريق تجارة المخدرات من المكسيك ودوائر المنظمة مع شيكاغو الزي الصورة وكالات الأنباء .
بحلول عام 1942، كان يأتي 500000 دولار أمريكي في اليوم من عمليات بيع الكتب في النقابة .  في عام 1946، وبسبب مشاكل سيجل، استحوذت Outfit على شركة Continental Press وأعطت النسبة المئوية لسلك السباق إلى Dragna ، مما أثار حفيظة سيجل.  الرغم من تعقيداته مع خدمات الأنباء، كان سيجل يسيطر على العديد من الكازينوهات البحرية  وحلقة دعارة رئيسية .  كما أقام علاقات مع السياسيين ورجال الأعمال والمحامين والمحاسبين وأعضاء جماعات الضغط الذين واجهوه.

### هوليوود
في هوليوود، تم الترحيب بسيجل في أعلى الدوائر وصادق نجوم السينما.  كان يعرف أن المنتسبين مع جورج الطوافة، كلارك غيبل، غاري كوبر وكاري غرانت،  وكذلك المديرين التنفيذيين لاستوديوهات لويس ماير وجاك وارنر .  الممثلة جين هارلو صديقة لسيجل والعرابة لابنته ميليسنت. اشترى سيجل عقارات وأقام حفلات فخمة في منزله في بيفرلي هيلز .  نال إعجاب المشاهير الشباب منهمتوني كيرتس،  فيل سيلفرز، وفرانك سيناترا .
كان لسيجل العديد من العلاقات مع النساء البارزات، بما في ذلك الكونتيسة الاجتماعية دوروثي دي فراسو. قاد التحالف مع الكونتيسة سيجل إلى إيطاليا في عام 1938،  حيث التقى بينيتو موسوليني، الذي حاول سيجل بيع الأسلحة له. التقى سيجل أيضا النازية قادة هيرمان جورينج وجوزيف غوبلز، الذي أخذ هو كراهية حظة وعرضت في وقت لاحق للقتل.  رضخ فقط بسبب توسلات الكونتيسة المقلقة.
في هوليوود، عمل سيجل مع النقابة لتشكيل مضارب غير قانونية.  ابتكر خطة لابتزاز استوديوهات الأفلام. كان يتولى إدارة النقابات العمالية المحلية (مثل Screen Extras Guild و Los Angeles Teamsters) وينظم إضرابات لإجبار الاستوديوهات على دفع تعويضات له حتى تبدأ النقابات في العمل مرة أخرى.  اقترض سيجل المال من المشاهير ولم يعيد لهم المال، مع العلم أنهم لن يطلبوا منه المال أبدًا.  خلال سنته الأولى في هوليوود، تلقى أكثر من 400 ألف دولار أمريكي في شكل قروض من نجوم السينما.

### جريمة قتل ومحاكمة جرينبيرج
في 22 تشرين الثاني 1939، سيجل، هيتي Krakower ، فرانكي كاربو وألبرت تننباوم قتل هاري «بيغ البيئيين» غرينبرغ خارج شقته. هدد جرينبيرج بأن يصبح مخبراً للشرطة،  وأمر بوشالتر بقتله.  اعترف تانينباوم بالقتل  ووافق على الشهادة ضد سيجل.  سيجل متورط في القتل، وفي سبتمبر 1941، قدم للمحاكمة. سرعان ما اكتسبت المحاكمة سمعة سيئة بسبب المعاملة التفضيلية التي تلقاها سيجل في السجن؛ رفض أكل طعام السجن، وسُمح له بزيارات، ومنح إجازة لزيارة طبيب الأسنان.  وظف سيجل المحامي جيري جيزلر للدفاع عنه . بعد وفاة شاهدي دولة،  لم يحضر شهود آخرون. تم رفض شهادة تانينباوم.  في عام 1942، تمت تبرئة سيجل لعدم كفاية الأدلة  لكن سمعته تضررت.
خلال المحاكمة، كشفت الصحف عن ماضي سيجل وأشارت إليه بـ «باجسي». كره سيجل اللقب (يُقال أنه يستند إلى المصطلح العامي "bugs"، بمعنى «مجنون»، المستخدم لوصف سلوكه الخاطئ)، مفضلاً أن يطلق عليه "Ben" أو "Mr. Siegel".  في 25 مايو 1944، تم القبض على سيجل بتهمة كتابة الكتب. شهد رافت وماك جراي نيابة عن سيجل، وفي أواخر عام 1944، تمت تبرئة سيجل مرة أخرى.

## لاس فيغاس
في عام 1945، وجد سيجل فرصة لإعادة ابتكار صورته الشخصية والتنويع في الأعمال التجارية المشروعة مع فندق Flamingo التابع لـ William R. Wilkerson .  في الثلاثينيات من القرن الماضي، سافر سيجل إلى جنوب نيفادا مع Sedway لاستكشاف التوسع في العمليات هناك. لقد وجد فرصًا في تقديم خدمات غير مشروعة لأطقم بناء سد بولدر . كان Lansky قد سلم العمليات في نيفادا إلى Siegel ، الذي سلمها إلى Sedway وغادر إلى هوليوود.
في منتصف الأربعينيات من القرن الماضي، كان سيجل يصطف الأمور في لاس فيجاس بينما كان مساعديه يعملون على سياسة تجارية لتأمين جميع المقامرة في لوس أنجلوس.  في مايو 1946، قرر أنه يجب تعديل الاتفاقية مع ويلكرسون لمنحه السيطرة على فلامنغو.  مع فلامنغو، كان سيجل يزود القمار، وأفضل المشروبات الكحولية والطعام، وأكبر الفنانين بأسعار معقولة. وأعرب عن اعتقاده أن عوامل الجذب هذه لن تجذب اللاعبين الكبار فحسب، بل الآلاف من المصطافين المستعدين للمقامرة بـ 50 دولارًا أو 100 دولار.  أُجبر ويلكرسون في النهاية على بيع جميع حصص فلامنغو تحت تهديد الموت واختبأ في باريس لبعض الوقت. من هذه النقطة أصبح فلامنغو يدير النقابة.

### بداية لاس فيغاس
بدأ سيجل فورة الإنفاق. وطالب بأرقى مبنى يمكن أن يشتريه المال في وقت ما بعد الحرب. مع ارتفاع التكاليف، بدأت شيكاته في الارتداد. بحلول أكتوبر 1946، كانت تكاليف فلامنغو أعلى من 4 ملايين دولار أمريكي.  بحلول عام 1947، تجاوزت التكاليف 6 ملايين دولار أمريكي (ما يعادل 61 مليون دولار أمريكي في عام 2019).  بحلول أواخر نوفمبر من ذلك العام ، كان العمل على وشك الانتهاء.
ووفقًا لتقارير لاحقة من قبل مراقبين محليين ، فإن «نفخ الصدر المهووس» لسيجل حدد نمطًا لعدة أجيال من أباطرة الكازينو البارزين .  سمعته العنيفة لم تساعد في وضعه. بعد أن تفاخر يومًا ما بأنه قتل بعض الرجال شخصيًا ، رأى سيجل النظرة المذعورة على وجه المقاول الرئيسي ديل ويب وطمأنه: «ديل ، لا تقلق ، نحن فقط نقتل بعضنا البعض».  صور زملاء آخرون سيجل من منظور مختلف. لقد كان شخصية مكثفة لم يكن بدون جانب خيري ، بما في ذلك تبرعاته لصندوق دامون رونيون لمكافحة السرطان . ووصفه لو وينر جونيور ، محامي سيجل في لاس فيجاس ، بأنه «محبوب للغاية» وقال إنه «جيد للناس».

### التحدي والدمار
وقد تلاشت المشكلات المتعلقة بخدمة الأسلاك الخاصة بشركة Outfit في نيفادا وأريزونا ، ولكن في كاليفورنيا ، رفض سيجل الإبلاغ عن نشاطه التجاري.  أعلن لاحقًا لزملائه أنه يدير نقابة كاليفورنيا بنفسه وأنه سيعيد القروض في «وقته الخاص». على الرغم من تحدي سيجل لرؤساء العصابات ، فقد صبروا معه لأنه أثبت دائمًا أنه رجل ذو قيمة.
تم افتتاح Flamingo في 26 ديسمبر 1946، وفي ذلك الوقت تم الانتهاء فقط من الكازينو والصالة والمسرح والمطعم.  الرغم من أن السكان المحليين حضروا الافتتاح ، إلا أن عددًا قليلاً من المشاهير حضروا. قاد حفنة من لوس أنجلوس ، على الرغم من سوء الأحوال الجوية. كان بعض المشاهير الحاضرين هم Raft و June Haver و Vivian Blaine و Sonny Tufts و Brian Donlevy و Charles Coburn. تم الترحيب بهم من خلال ضوضاء البناء والردهة المكسوة بقطعة قماش قطنية. تعطل نظام تكييف الهواء الأول في الصحراء بشكل منتظم. أثناء تشغيل طاولات القمار ، لم تكن الغرف الفاخرة التي كان من الممكن أن تكون بمثابة إغراء للناس بالبقاء والمقامرة جاهزة. عندما وصلت أخبار الخسائر إلى سيجل خلال المساء ، بدأ يشعر بالغضب والشتائم اللفظية ، مما أدى إلى طرد عائلة واحدة على الأقل.  بعد أسبوعين ، وصلت طاولات ألعاب فلامنغو إلى 275 ألف دولار في اللون الأحمر وأغلقت العملية بأكملها في أواخر يناير 1947.
بعد حصوله على فرصة ثانية ، حاول سيجل القيام بكل ما هو ممكن لتحويل فلامنغو إلى نجاح من خلال إجراء التجديدات والحصول على ضغط جيد. استأجر الصحفي المستقبلي هانك جرينسبون كإعلامي . أعيد افتتاح الفندق في 1 مارس 1947 - بحضور لانسكي  - وبدأ في جني الأرباح.  ومع ذلك ، بحلول الوقت الذي بدأت فيه الأرباح في التحسن ، سئم زعماء الغوغاء فوق سيجل من الانتظار. على الرغم من أن الوقت كان ينفد ، في سن 41، كان سيجل قد نحت اسمًا لنفسه في سجلات الجريمة المنظمة وفي تاريخ لاس فيجاس.

## القتل

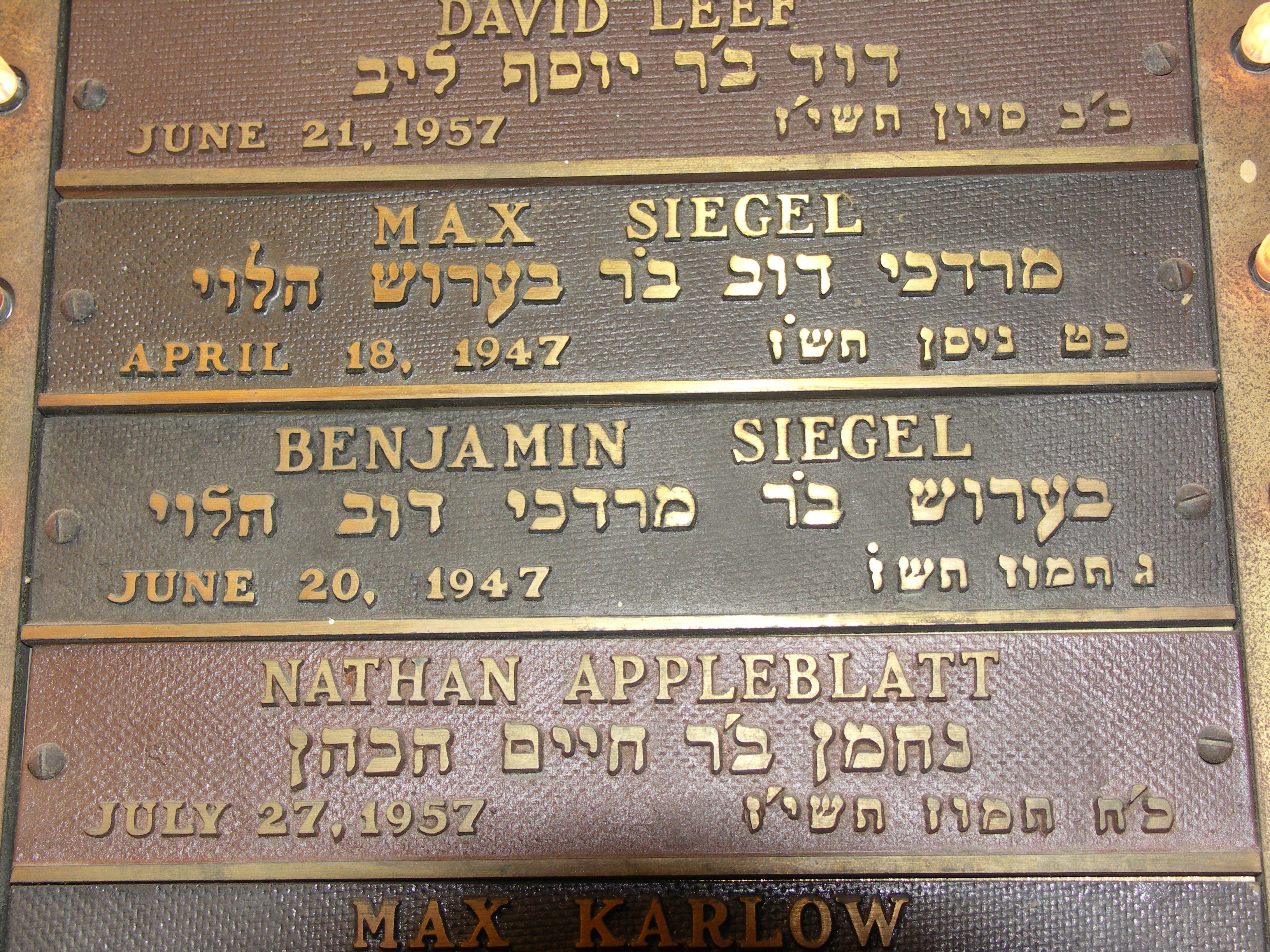
اللوحة التذكارية لباغسي سيجل

لوحة تذكارية لسيجل في كنيس بياليستوكير.
في ليلة 20 يونيو 1947، بينما كان سيجل جالسًا مع شريكه ألين سمايلي في منزل فيرجينيا بيفرلي هيلز يقرأ صحيفة لوس أنجلوس تايمز ، أطلق مهاجم مجهول النار عليه من خلال النافذة بكاربين عسكري من عيار 0.30 M1 ، فأصاب له عدة مرات ، بما في ذلك مرتين في الرأس.  لم يُتهم أي شخص بقتل سيجل ، ولا تزال الجريمة دون حل رسميًا.
تفترض إحدى النظريات أن وفاة سيجل كانت نتيجة إنفاقه المفرط واحتمال سرقة الأموال من الغوغاء.  في عام 1946، عقد اجتماع مع «مجلس إدارة» النقابة في هافانا ، كوبا ليتمكن لوسيانو المنفي في صقلية من الحضور والمشاركة. كان عقد على حياة سيجل هو النتيجة.  وفقًا لستاشر ، وافق لانسكي على مضض على القرار. نظرية أخرى هي أن سيجل قُتل بالرصاص بشكل استباقي على يد ماثيو «موس» باندزا ، عشيق زوجة سيدواي بي ، الذي ذهب إلى باندزا بعد أن علم أن سيجل كان يهدد بقتل زوجها. يبدو أن سيجل قد ازداد استياءه من سيطرة Sedway ، بناءً على طلب الغوغاء ، وكان يمارس على الشؤون المالية لسيجل وخطط للتخلص منه.  ادعى رالف ناتالي ، رئيس عائلة فيلادلفيا السابق ، أن كاربو كان مسؤولاً عن قتل سيجل ، بناءً على طلب من لانسكي.
تشير شهادة وفاة سيجل إلى طريقة الوفاة كجريمة قتل والسبب باسم «جروح بالرصاص في الرأس».  أصيب سيجل بعدة رصاصات أخرى ، بما في ذلك طلقات في رئتيه.  وفقًا لفلورابل موير ، «دمرت أربع من الطلقات التسع التي تم إطلاقها تلك الليلة تمثالًا من الرخام الأبيض لباخوس على بيانو كبير ، ثم استقرت في الجدار البعيد».
في اليوم التالي لوفاة سيجل ، حملت صحيفة Los Angeles Herald-Express صورة على صفحتها الأولى من مشرحة قدم سيجل اليمنى العارية بعلامة إصبع القدم .  الرغم من أن مقتل سيجل حدث في بيفرلي هيلز ، إلا أن وفاته دفعت لاس فيجاس إلى دائرة الضوء الوطنية حيث تم نشر صور جسده الميت في الصحف في جميع أنحاء البلاد.  اليوم التالي لمقتل سيجل ، دخل ديفيد بيرمان ورفاقه من العصابات في لاس فيجاس ، سيدواي وجوس جرينباوم ، إلى فلامنغو وتولوا إدارة الفندق والكازينو.

### ميموريا
نصب سيجل التذكاري خارج كنيسة الزفاف في فلامنغو.
في كنيس بياليستوكير في الجانب الشرقي الأدنى من نيويورك ، يتم تخليد سيجل من خلال لوحة تذكارية من يهرتزيت تشير إلى تاريخ وفاته حتى يتمكن المشيعون من قول كاديش للذكرى السنوية. لوحة Siegel أقل من لوحة Max Siegel ، والده ، الذي توفي قبل شهرين فقط من ابنه. في مكان الإقامة في Flamingo Las Vegas ، بين المسبح وكنيسة الزفاف ، توجد لوحة تذكارية لـ Siegel.  تم دفن سيجل في مقبرة هوليوود للأبد في هوليوود ، كاليفورنيا .

## تصوير الوسائط
- موريس «مو» غرين هو شخصية وهمية تظهر في ماريو بوزو لعام 1969 رواية العراب وفيلم 1972 الذي يحمل نفس الاسم . تستند كل من شخصية وشخصية Greene إلى Bugsy Siegel.
- في المسلسل التلفزيوني المصغر The Gangster Chronicles لعام 1981، صور جو بيني بنيامين «باغسي» سيجل في التسلسل الزمني الذي يروي التطور المبكر لـ Lucky Luciano-Meyer Lansky (الذي تم تخيله باسم Lasker) وهيمنة Ben Siegel على الجريمة المنظمة.
- ركزت دراما الصور المتحركة " Mobsters " عام 1991، والتي تصور صعود اللجنة ، على الإمبراطورية التي بناها المجرمون الشباب المغامرون لاكي لوسيانو (كريستيان سلاتر) وماير لانسكي (باتريك ديمبسي) وبوغسي سيجل (ريتشارد جريكو).
- شخصية تحمل الاسم نفسه ، يصورها إدوين ريتشفيلد ، تظهر في الحلقة السادسة من المسلسل الثاني من المسلسل التلفزيوني البريطاني التجسسي The Avengers في الستينيات .
- Bugsy (1991) هي سيرة فيلم خيالية للغاية لسيجل ، تظهر وارن بيتي في دور رجل العصابات بنيامين (باغسي) سيجل.
- الرجل المتزوج (1991)يلعب فيه أرماند أسانتي دور سيجل.
- تخيل تيم باورز Siegel باعتباره فيشر كينج في العصر الحديث في روايته Last Call (1992).
- تم إصدار سيرة Siegel (برنامج عام 1995 من المسلسل التلفزيوني Biography) على DVD في عام 2005. 50 دقيقة ، ملونة مع تسلسل أبيض وأسود. ردمك  9780767081917
- يصوره مايكل زيجين في سلسلة HBO Boardwalk Empire .
- إنه شخصية محورية في المسلسل التلفزيوني " Mob City " الذي أخرجه فرانك دارابونت ، والذي يصوره إدوارد بيرنز .
- قام بتصويره جوناثان ستيوارت في سلسلة AMC The Making of the Mob: New York ، وهي دراما وثائقية تركز على تاريخ الغوغاء مع الموسم الأول حول قصة حياة تشارلي "Lucky" Luciano .
- صور جو مانتيجنا سيجل في فيلم 2015 Kill Me، Deadly .
- تم ذكر سيجل في الأغنية التي تحمل عنوان "2 of Amerikaz Most Wanted" (https://genius.com/19874) بواسطة Tupac Shakur و Snoop Dogg في ألبوم All Eyez On Me . ذكره سنوب دوج في الآية الرابعة.
- قام جوناثان سادوسكي بتصوير سيجل في حلقة الموسم الخامس «ملكة جمال لي ، يقبلني ، أحبني» من مسلسل أساطير الغد في دي سي . سلسلة خيال علمي مع إيحاءات خارقة للطبيعة ، ظهرت سيجل بعد أن اغتياله ، على الرغم من أنه تم إنهاؤه أخيرًا في الجحيم من قبل شخصية جون قسطنطين .
- لعبة فيديو آر بي جي 2010 Fallout: New Vegas تتميز بشخص يدعى "Benny"، الذي يعتمد على Siegel.